# فرودگاه کیوک آلفرد آدامز
فرودگاه کیوک آلفرد آدامز  (به انگلیسی: Koyuk Alfred Adams Airport) یک فرودگاه همگانی با کد یاتا KKA است که یک باند فرود شن دارد و طول باند آن ۹۱۴ متر است. این فرودگاه در کشور ایالات متحده آمریکا قرار دارد و در ارتفاع ۴۷ متری از سطح دریا واقع شده است.